# Чиребонці
Чиребонці — народ в Індонезії, на острові Ява. Вони розселені на межі сунданського (Західна Ява) та яванського (Центральна та Східна Ява) етнічних масивів. Чиребонська культура — це суміш яванської та сунданської. Лінгвістично і в деяких видах мистецтва (театр тіней, різьблення по дереву) вона стоїть ближче до яванської, чиребонські музика й танці ближче до сунданських. Цікаво, що коли чиребонці зустрічаються з яванцями, ті вважають їх за сунданців, а коли із сунданцями, то ті сприймають їх як яванців. Чиребонці спокійно ставляться до такої ситуації. Так чи інакше, але їх не можна вважати ні яванцями, ні сунданцями. Офіційна статистика Індонезії також виділяє їх як окрему етнічну групу.
Самі чиребонці називають себе яванцями (Wong Jawa), а яванців — східним народом (Wong Wetan).

## Розселення
Чиребонський етнічний масив розташований на північному сході провінції Західна Ява. Історично область Чиребон складається з міста (Kotamadya) Чиребон та чотирьох округів (Kabupaten): Індрамаю, Маджаленка, Кунінган і Чиребон. Її площа становить 5 642 569 км2, а населення 6 229 384 осіб (2010), не всі вони чиребонці. Адміністративно область Чиребон є частиною провінції Західна Ява. Вона розташована на кордоні Західної та Центральної Яви й межує з округами Субанг і Сумеданг на заході, округом Чіаміс на півдні, з Яванським морем на півночі та північному сході, а на сході з округом Теґал у Центральній Яві.

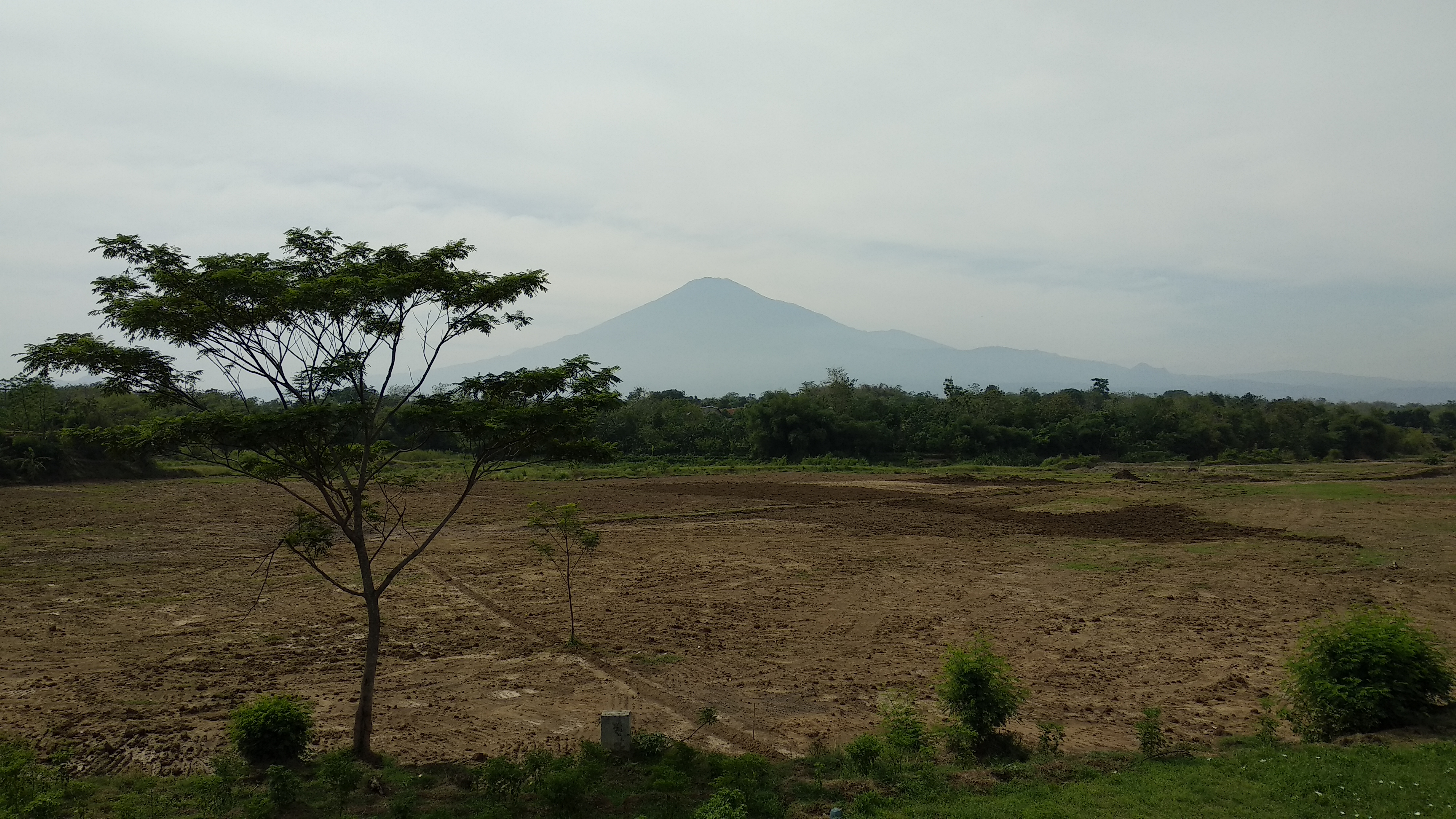
Чиребонські поля з горою Череме на задньому плані.

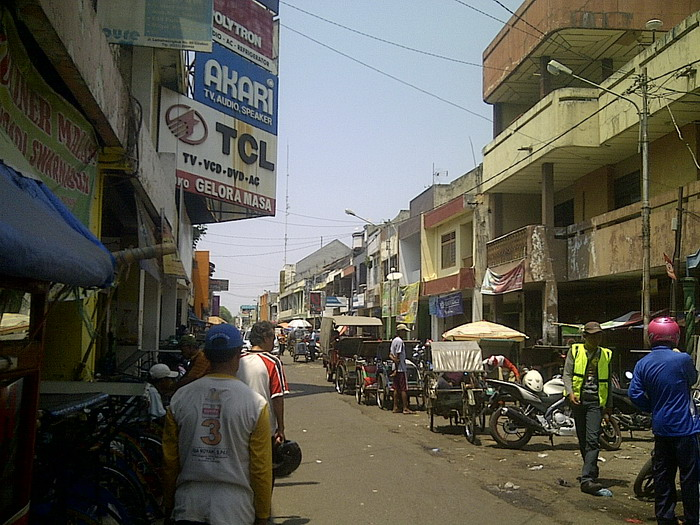
Вулиця міста Чиребон.

Центром області є портове місто Чиребон. Від столиці Західної Яви міста Бандунг його відділяє приблизно 130 км, а від столиці Індонезії Джакарти — близько 258 км. Рівнини становлять близько 80 відсотків області, місцями вони заболочені, більшість території розташована на висотах до 20 метрів над рівнем моря. Південна частина — це гори. На південний захід від міста Чиребон здіймається гора Череме (Чиремай, Ciremai, Cereme), діючий вулкан, найвища вершина Західної Яви (3078 м) і друга за висотою на Яві взагалі після Семеру (3676 м). На схилах Череме є ряд джерел сірки та гарячої води.
У сухий сезон дощів у Чиребоні практично немає, а температура може сягати 35 градусів за Цельсієм.

## Чисельність
Чисельність чиребонців в Індонезії за даними перепису населення 2010 року становила 1 877 514 осіб, 0,79 % населення країни. Живуть вони переважно в провінції Західна Ява (1 812 842 особи, 4,22 % її населення та 96,56 % всіх чиребонців). За її межами найбільші групи чиребонців проживають у провінціях Бантен (41 645 осіб), Лампунг (8 406 осіб) та в Джакарті (5 825 осіб).

## Мова
Чиребонці мають власну мову (Omong Cerbon), що є поєднанням яванської та сунданської мов. Хоча іноді стверджують, що чиребонська мова - це лише діалект яванської (Omong Jawa), яванці з Центральної та Східної Яви зазвичай не розуміють її, принаймні не відразу. Але ці дві мови все-таки схожі. Приблизно 80-90 % чиребонських слів збігається з яванськими і лише 10-20 % — із сунданськими. Однак чиребонська вимова схожа із сунданською.
Чиребонська мова вивчається в школі. Вона має власну абетку, однакову з яванською (сунданська абетка також дуже схожа, але має деякі модифікації, й не всі літери сумісні).
Чиребонською мовою можуть говорити також деякі представники інших народів, серед них майже 1,5 мільйони яванців.

## Релігія

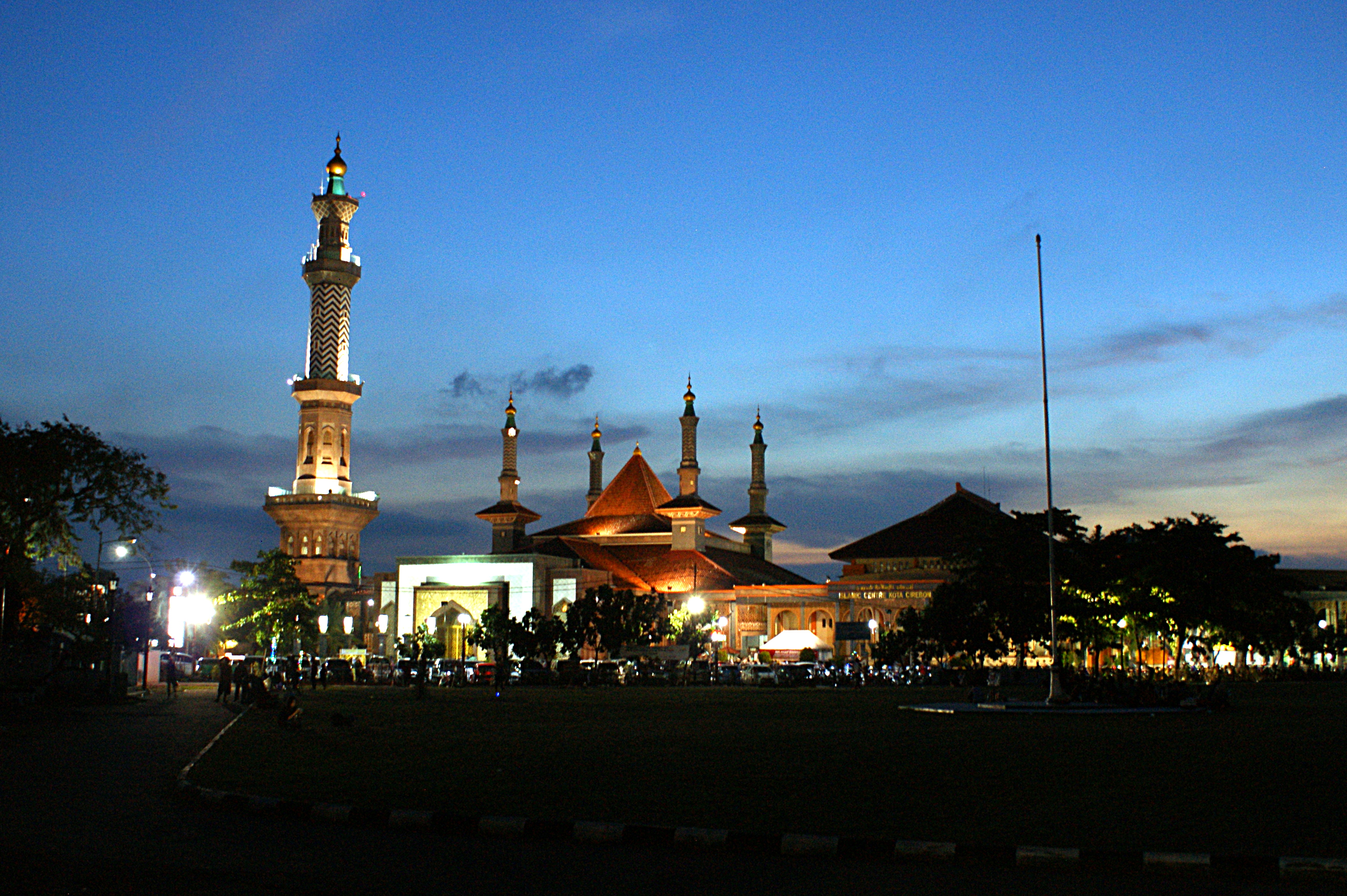
Велика мечеть Чиребона (Masjid Agung Cipta Rasa).

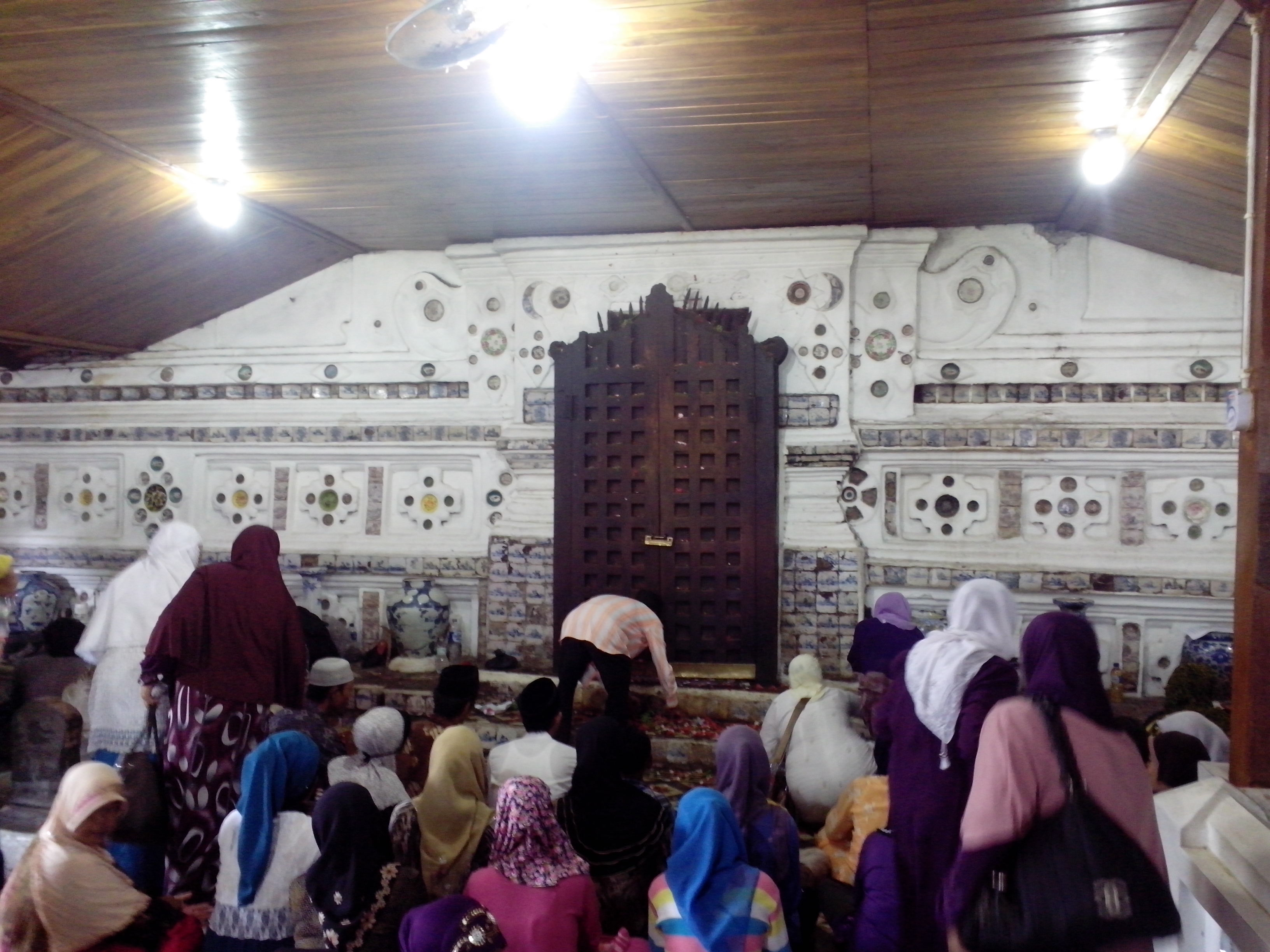
Паломники біля гробниці Сунана Ґунугджаті.

За релігією чиребонці — мусульмани-суніти. Чиребонські релігійні традиції є частиною яванських, а місто Чиребон було одним із головних центрів поширення ісламу на Яві. Сунан Ґунугджаті, засновник султанату Чиребон, був одним із дев'яти пропагандистів ісламу на Яві. Вплив ісламського фундаменталізму зростав з 1800-х років, коли став доступнішим прямий контакт із Західною Азією, люди здійснювали паломництво до Мекки, навчалися в ісламських університетах. Згодом стала поширюватись мусульманська друкована література, релігійні передачі стали виходити на радіо та телебаченні. Це сприяло поширенню модерністських тенденцій в яванському ісламі. Майже в кожному кварталі є декілька мечетей. Мусульманська ідентичність є невід'ємною рисою чиребонців.
Здавна серед чиребонців має популярність доктрина суфізму або містицизму, діють суфійські ордени, поширені тарикати шатарія (індонез. Syattariyah), тіджанія (індонез. Tijaniyah). Набір ісламських ідеологій включає ібадат (відданість Богові), ніят (благочестиві наміри) та уммат (належність до спільноти віруючих-мусульман). Поширеним явищем є шанування місцевих святих (валі), відвідини (зіара) святих місць (крамат), пов'язаних з життям цих великих людей. Загалом у Чиребоні є понад 300 святих місць, а найшанованішим серед них є Астана Ґунугджаті, де знаходиться гробниця Сунана Ґунугджаті.
На території Чиребону існує велика кількість традиційних шкіл-інтернатів (пасантрен), які підтримують і передають молодому поколінню традиційну форму яванського ісламу. Модерністи, які орієнтуються на близькосхідну форму ісламу, вважають практики традиціоналістів ідолопоклонницькими на підставі того, що вони не відповідають їхнім поглядам.
Уважається, що султан та його нащадки мають духовну силу. Селяни, торговці, люди мистецтва приходять до них, щоб отримати благословення або зцілитися від духовних та фізичних хвороб.

## Історія
Суміш — це основна риса чиребонської історії та культури. Навіть рання назва поселення Чарубан, попередника Чиребона, означає «суміш». Поступово село перетворилося на жвавий порт, який регулярно відвідували торговці з Індії, Китаю, Європи, Близького Сходу. Чиребон стає важливим центром торгівлі на Яві. Його географічне розташування сприяло встановленню постійних зв'язків з іншими частинами світу. Різні люди жили тут разом і змішувались між собою. Спектр культурних елементів, які тут переплелись, виходить за межі яванської та суданської культур. У XV—XVI ст. до складу чиребонців влились численні мігранти з різних країн.
Спочатку Чиребон входив до складу індуїстських сунданських держав Галух та Паджаджаран. 1482 року він відділився від Паджаджарану й перетворився на окрему мусульманську державу (султанат) Чиребон. Утворення незалежного султанату сприяло суспільно-політичній трансформації чиребонців від індуїзму до ісламу. Більше того, Чиребон стає активним центром поширення ісламського вчення на Яві. Утвердження панівних позицій ісламу пов'язане з діяльністю його засновника султана Сунан Ґунугджаті (1479—1568). Сунан Ґунугджаті був не лише правителем Чиребону, а й одним із ранніх проповідників ісламу на Ява, діяльність якого призвела до заснування декількох інших мусульманських султанатів на сотрові, зокрема султанату Бантен. Згодом він був оголошений валі (ісламським святим). Сунан Ґунугджаті був світським правителем, зосереджував у своїх руках як релігійну, так і політичну владу. Врешті він не став використовувати релігію для здійснення політичних інтересів, а через свою святість зосередився на релігії. Він був занадто релігійним, щоб мати сильні політичні амбіції. Так місцева традиція пояснює той факт, що Чиребон ніколи не перетворився на важливу державу.

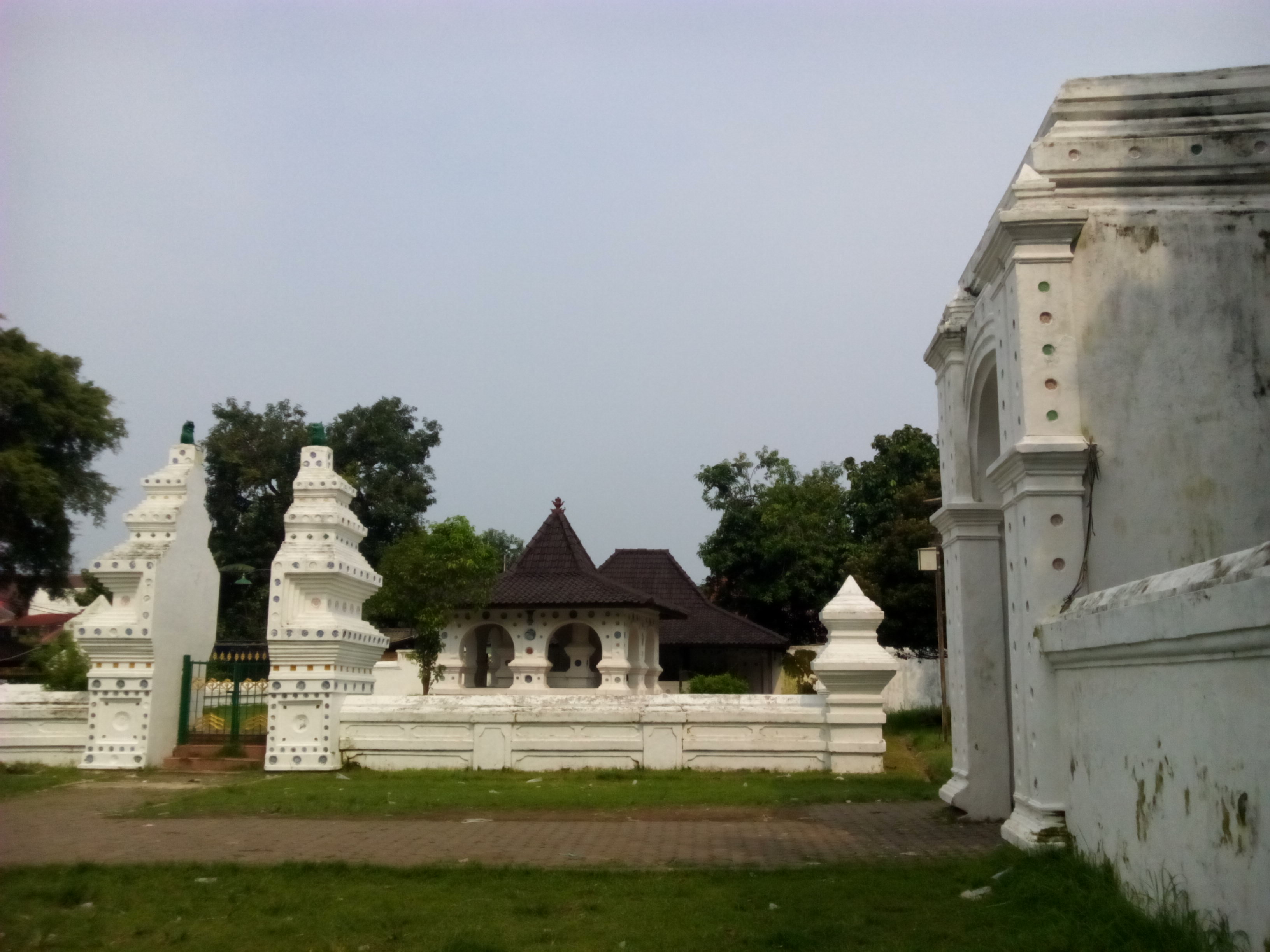
Палац (кератон) Каноман.

У 1660-і роки Чиребон втратив незалежність, потрапивши під контроль яванської держави Матарам. 1677 року Чиребон розпався на 3 окремі султанати (Сепух, Аном та Чиребон), кожен зі своїм палацом правителя (кератоном): Касепухан, Каноман і Качиребонан. 1681 року чиребонські султани були змушені визнати владу Нідерландської Ост-Індійської компанії, а 1705 року Матарам відмовився від свого сюзеренітету над Чиребоном на користь голландців. Кератон більше не мав ні політичної, ні економічної сили, а султани перебували в повній залежності від колоніальної влади. Певну незалежність зберігали пасантрени. З 1949 року Чиребон є частиною незалежної Індонезії.

## Господарство

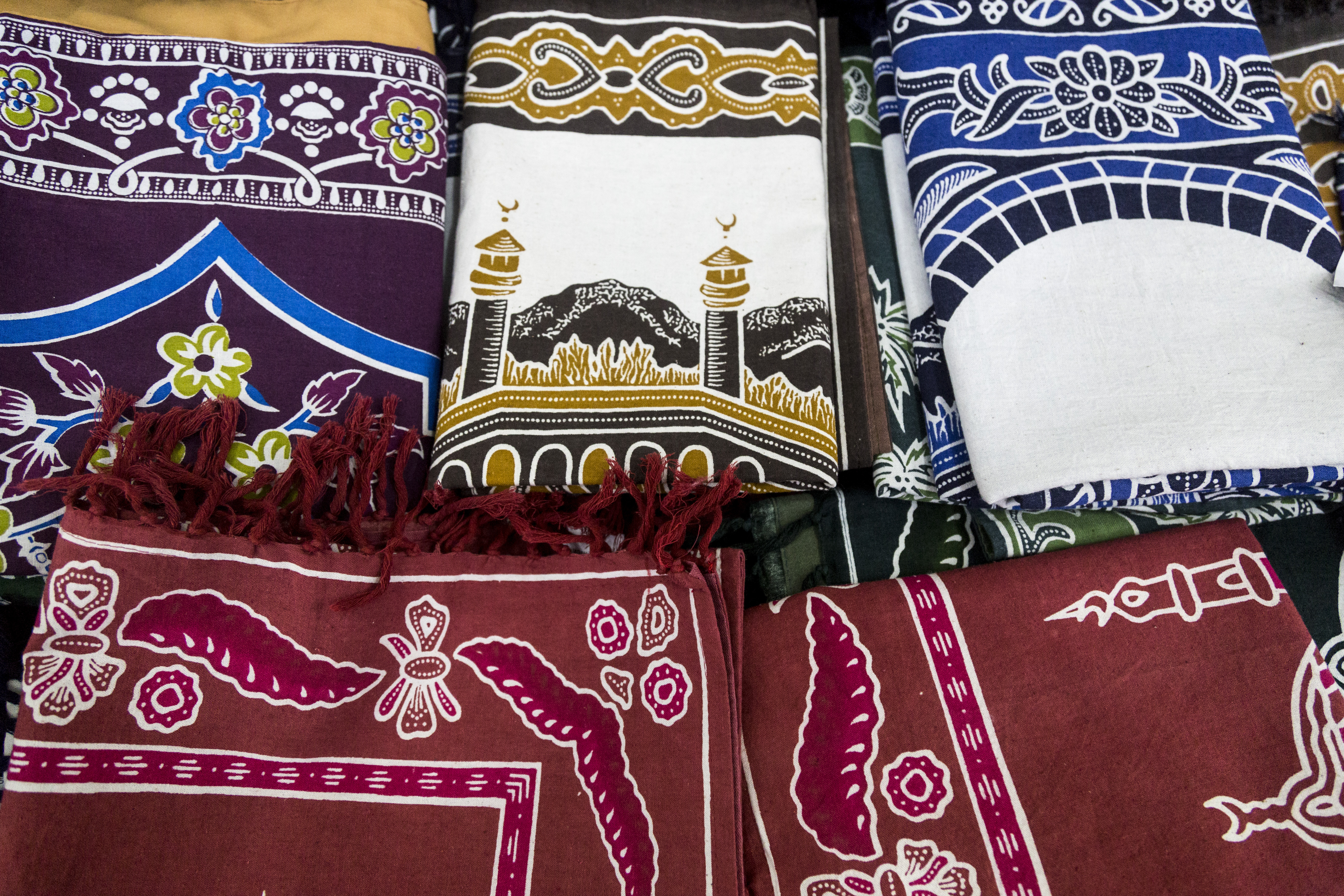
Чиребонський батик.

Більшість території області Чиребон становлять сільськогосподарські угіддя. 62,88 % їх загальної площі — це тераси вологого рису (савах). Крім рису, вирощують також арахіс, кукурудзу, маніок, овочі та цукрову тростину. 12 % земель займають плантації, на яких вирощують каву, тютюн, каучук та чай. Лише 17 % земель займають населені пункти.
Море забезпечує життєвий ресурс для місцевих рибалок та моряків. Крім живої риби значним попитом користуються сушена риба, петіс (рибний крем) і терасі (рибна паста), а також креветки.
Близько 52 % населення зайнято в сільському господарстві. Цей сектор є найбільшим, він дає 32 % місцевого ВВП. Торгівля, в якій зайнято лише 12 % населення, дає майже стільки ж і займає друге місце.
Місто Чиребон є важливим виробником сигарет; найбільша фабрика належить компанії British American Tobacco (BAT). Інша продукція, що виробляється підприємствами Чиребону: верстати, хімікати, текстиль (включаючи батик), цемент, гончарні вироби, меблі, вироби з очерету, цукор, риба та сира нафта. Чиребон відомий своїм батиком зі специфічними візерунками.
Завдяки урядовим зусиллям, спрямованим на розвиток країни, сільські райони Чиребону піддаються урбанізації. Відмінності між міським та сільським населенням, жителями узбережжя та внутрішніх районів помітно звузились. Навіть віддалені села мають сучасні споруди та інфраструктуру. Асфальтовані вулиці, електроенергія, транспортні засоби, радіо, телебачення й значно меншою мірою телефон перебувають в межах досяжності простих людей. Для них доступні заклади освіти щонайменше початкового рівня. Люди використовують супутникові антени.

## Традиції
Чиребонці відзначають всі основні мусульманські свята. Особливе місце серед них займають мулудан, день народження пророка Магомета, та раджабан, день вознесіння пророка Магомета. Святкування проводиться одночасно в трьох кратонах за участі султанів і приваблює багатьох людей з усіх верств чиребонського суспільства. Церемоніальний ритуал суворо регламентований і суворо витримується. Султан здійснює церемонію роздачі їжі, яка, як уважають, містить благословення. Подібні, але менш масштабні, дійства відбуваються біля деяких краматів; по-своєму люди святкують у селах. У місяць руваган проводиться поминальне свято, коли люди відвідують могили й вшановують пам'ять померлих. Свято шавалан знаменує закінчення посту в місяць Рамадан. Це також масштабне свято, з цього приводу три чиребонські султани зі своїми сім'ями відвідують гробницю Сунана Ґунугджаті.
Святкування Нового року в Чиребоні носить більше офіційний, а не релігійний характер. Його проведенням займається спеціально створений для цього комітет, свято триває кілька тижнів. Найважливішими частинами програми є спортивні змагання та фестивалі місцевих мистецтв.
Чиребонці зберігають декілька форм місцевого мистецтва, серед яких музика тарлінг, театр ляльок ваянг ґолек, танець у масках топенг, класичний танець серімпі, придворна музика гамелан. Існують також більш прості форми народного мистецтва, серед яких народний театр рейог, гра з використанням тотемних масок бенгберокан, акробатичні й магічні вистави дебус, театр народного танцю сандівара. У родинах акторів традиційного мистецтва 80 % нащадків ідуть шляхом своїх батьків. Духовні переконання для місцевих акторів є важливішими за фізичні чи технічні навички. Майже всі вони часто постять, медитують та відвідують священні могили, щоб зміцнити та посилити свою духовну силу.
Танець топенг — це символ людського життя, він має багато варіацій. Кожна з них відповідає певному етапу життя, використовує певні маски, певні рухи, певні кольори. Деякі з цих варіацій щезають. Традиційна чиребонська музика рідко виконується в концертних залах, де панує західна або класична музика. Функція традиційної музики тісно пов'язана із сільськими ритуалами, часто виконується простими людьми.
Чиребонці зберігають усну віршовану традицію чиребонською мовою, що зветься пепуджіан. Вона вважається елементом культури чиребонських релігійних громад, містить вірші, що стосуються ісламського вчення, пепуджіан зазвичай декламується перед молитвою.
Чиребонці відзначають основні етапи життєвого циклу. Кожне святкування супроводжується відповідними церемоніями. Традиційні ритуали починаються ще до народження дитини, на четвертий, сьомий та дев'ятий місяць вагітності. Хоча все більше людей вважають за краще народжувати в лікарні або в спеціальній клініці, багато хто через брак коштів не може собі цього дозволити й звертається до повитухи. Відзначають народження, відпадіння пуповини, на сороковий день проводять символічний ритуал стриження. Обрізання є важливим моментом у житті хлопчиків. Зазвичай церемонія відбувається у віці від семи до десяти років, конкретна дата визначається за рішенням самого юнака. Після цього він стає справжнім чоловіком, справжнім мусульманином, що є надзвичайно важливим для кожного чиребонця. Масштаби святкування залежать від матеріального добробуту та соціального становища батьків. Для дівчини найважливішою церемонією є весілля. У наші часи дівчата рідко виходять заміж до 17 років, а хлопці взагалі одружуються після того, як зароблять достатньо грошей і стануть потенційно незалежними. Весіллю передують вкладання шлюбних домовленостей між батьками, сватання, заручини, вирішення організаційних питань. Початку весілля обов'язково передує вкладання між майбутнім подружжям шлюбного договору, засвідченого місцевими шанованими людьми та представником держави.
У Чиребоні, коли хтось важко хворіє, сусіди, друзі та родичі відчувають себе зобов'язаними відвідати й розвеселити хвору людину, приносять фрукти або щось інше смачненьке. Померлого ховають того ж дня, а якщо смерть настала ввечері — то наступного дня. Над небіжчиком читають похоронну молитву, сусіди приносять родині померлого рис та гроші. Увечері люди збираються в хаті померлого, щоб підбадьорити його сім'ю, помолитися за них і за душу померлого. Поминки проводять на третій, сороковий, сотий день після смерті, на першу та другу річницю й, нарешті, та тисячний день або третю річницю.
Всі важливі події в житті чиребонців супроводжуються організацією спільного бенкету (сламетан), що є одним із найважливіших моментів яванської культурної системи.
До традиційних страв чиребонської кухні належать тагу-ґеджрот (смажений тофу в солодкому гострому соусі), насі-джамбланг (рис, обгорнутий листям), емпал-ґентонг (ароматний яловичий суп з бульйоном на основі кокосового молока), емпал-асам (те саме, але замість кокосового молока додається кислий фрукт карамбола), насі-ленгко (рис з темпе, тофу, паростками квасолі, огірком і цибулею, политий арахісовим соусом, подається з сате з баранини), кетан-ґуріх (клейкий рис із солодко-пікантним соусом).

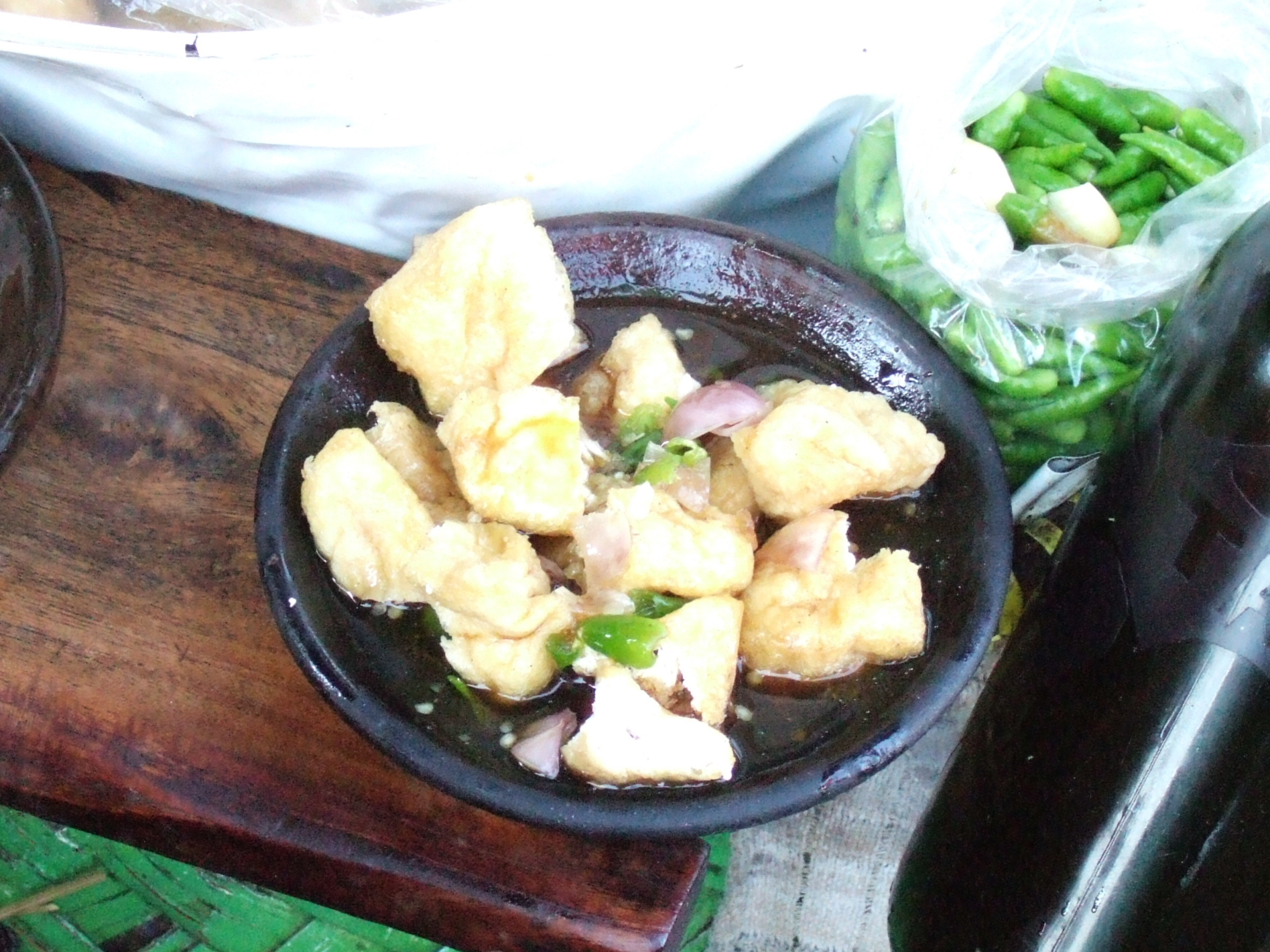
тагу-ґеджрот
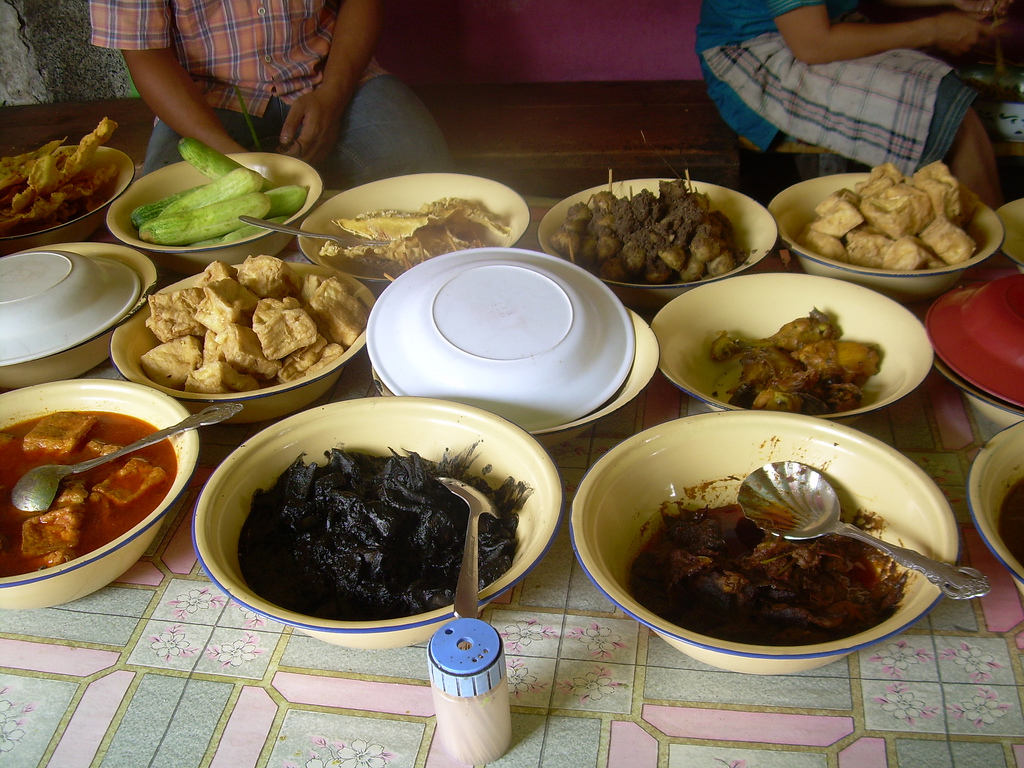
приготування насі-джамбланг
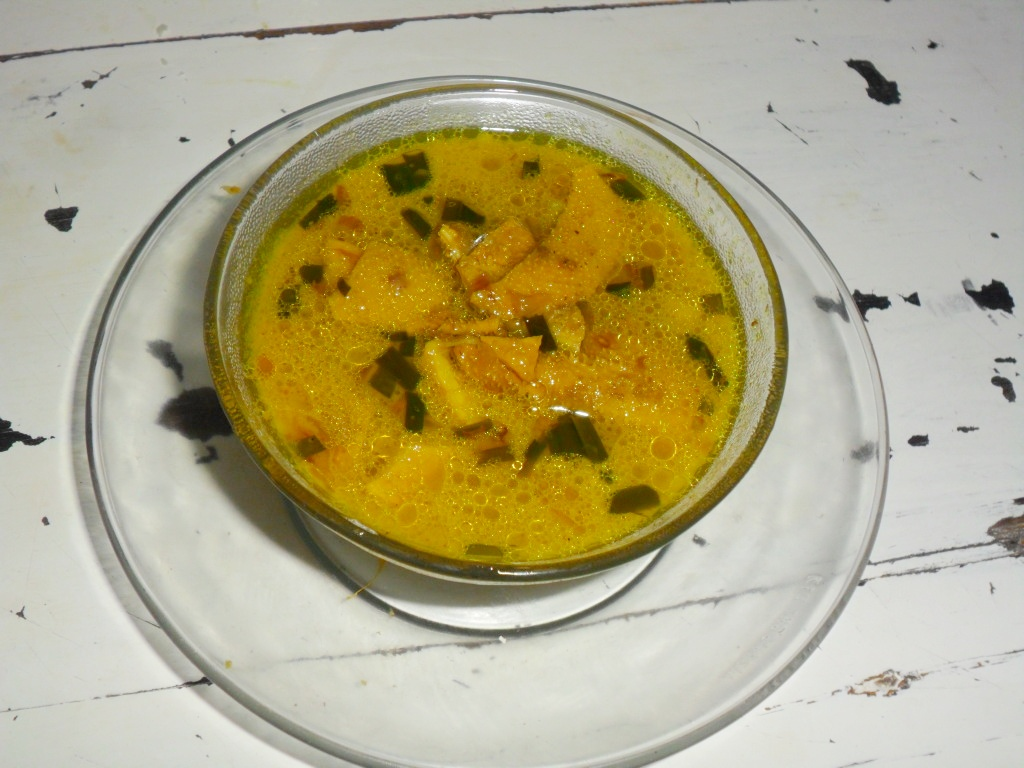
емпал-ґентонг
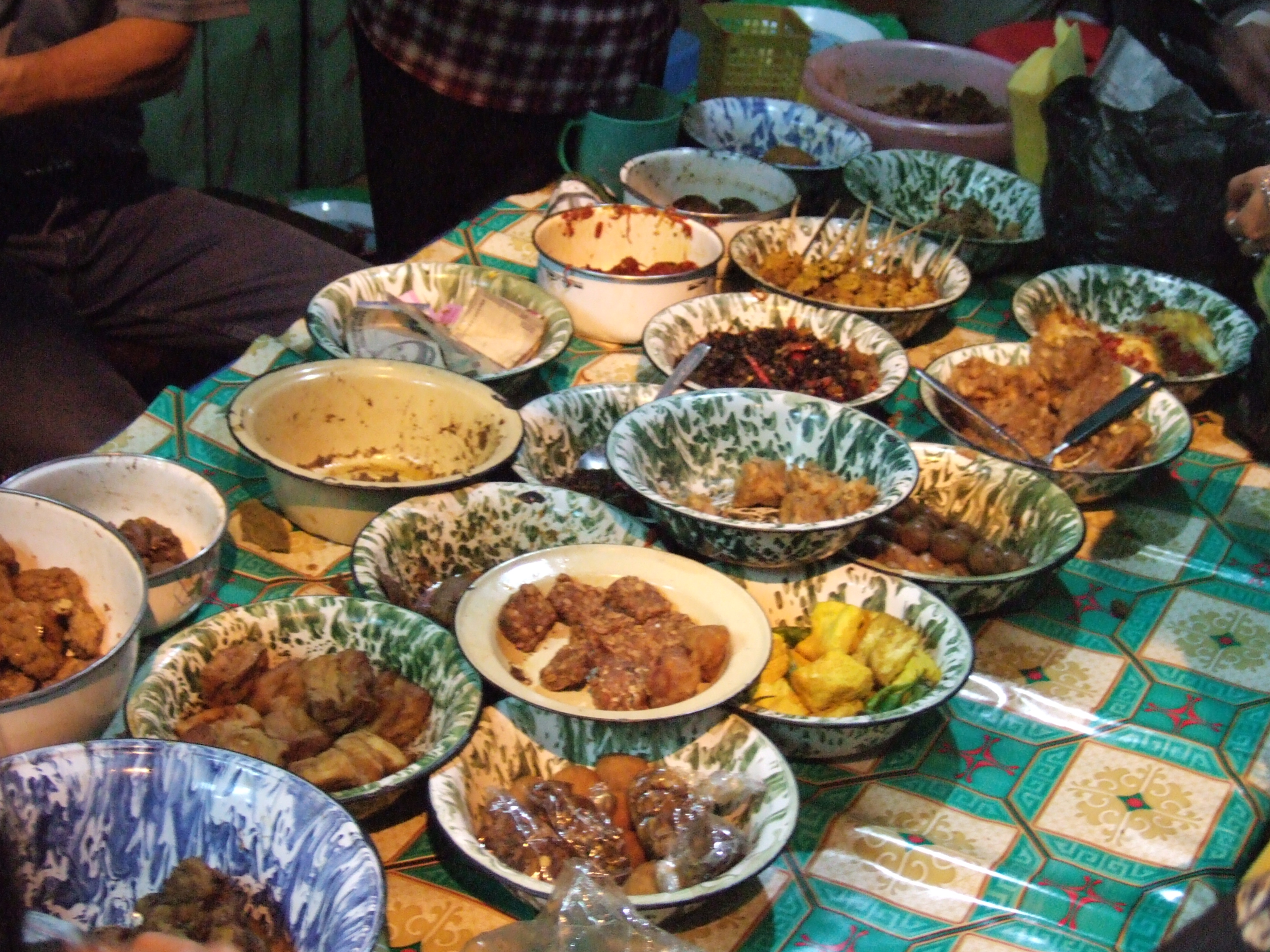
приготування сега-джамбланг